# Мовчанюк Володимир Сергійович
Володи́мир Сергі́йович Мовчаню́к (11 вересня 1983, с. Андрушівка, Погребищенський район, Вінницька область — 30 березня 2020, с. Первомайське, Ясинуватський район) — молодший сержант, командир гранатометного відділення протитанкового взводу роти вогневої підтримки 17-го окремого мотопіхотного батальйону «Кіровоград» 57-ї окремої мотопіхотної бригади імені кошового отамана Костя Гордієнка Збройних сил України, учасник російсько-української війни.

## Життєпис
Учасник антитерористичної операції на Донбасі та Операції об'єднаних сил. Мобілізований 2 лютого 2015 року, від травня 2015 року служив за контрактом, котрий продовжував двічі. Проходив службу на посадах старшого навідника мінометного взводу, командира кулеметного відділення мотопіхотного батальйону, з серпня 2018 року — командира гранатометного відділення.
Загинув від кулі снайпера, перебуваючи на спостережному пункті. Залишились батьки і брат — учасник антитерористичної операції на сході України.
Похований 2 квітня 2020 року в рідному селі.

## Нагороди та відзнаки
- Орден «За мужність» III ступеня (25.05.2020, посмертно) — За особисту мужність і самовіддані дії, виявлені у захисті державного суверенітету та територіальної цілісності України[3].